# دانیل چونگان هنگ
 دانیل چونگان هنگ (انگلیسی: Daniel Chonghan Hong؛ زاده ۳ مارس ۱۹۵۶ - درگذشته ۶ ژوئیهٔ ۲۰۰۲) یک فیزیک‌دان اهل ایالات متحده آمریکا بود.